# Hans Sachs (Politiker)

Hans Sachs

Hans Sachs (* 28. November 1874 in Crailsheim; † 5. August 1947 ebenda) war ein deutscher Reichstagsabgeordneter.

## Ausbildung und berufliche Tätigkeit
Hans Sachs wurde als Sohn des Stadtschultheißen und späteren Landtagsabgeordneten Leonhard Sachs geboren. Er studierte Rechts- und Staatswissenschaften in Tübingen, Leipzig und Berlin und arbeitete derweil als Redakteur der nationalliberalen National-Zeitung. Während seines Studiums wurde er Mitglied der A.V. Igel Tübingen.
1906 wurde Sachs Pressereferent im Auswärtigen Amt, 1909 Regierungsrat und 1918, kurz vor dem Untergang der Wilhelminischen Monarchie Geheimer Regierungsrat. 1920 musste Sachs seine Stelle aufgeben.
Nach dem Ersten Weltkrieg versah Sachs die Geschäftsführung („Pflegschaft“) des Vereins für Geschichte des Bodensees und seiner Umgebung in Norddeutschland.

## Politische Laufbahn
Sachs schloss sich nun der Deutschen Volkspartei (DVP) Gustav Stresemanns an und kandidierte noch 1920 im Wahlkreis Franken für den Reichstag, ohne jedoch ein Mandat zu erlangen. Nach Kritik an der Stresemannschen Politik wechselte Sachs dann in die von ihm mitbegründete und aus der Bayerischen DVP hervorgegangene Nationalliberale Landespartei Bayerns (NLLP). Sachs war von Mai 1924 bis September 1930 Abgeordneter im Reichstag, zuerst für die NLLP, ab 1927 für die Deutschnationalen Volkspartei (DNVP), der sich die NLLP angeschlossen hatte.
1933 kandidierte Sachs erneut für den Reichstag, nun für die NSDAP, erhielt aber als Listenmitglied keinen Sitz. Das Verhältnis zu den NS-Machthabern blieb fortan diffus. Eine aus der monarchistischen Perspektive entwickelte Zustimmung einerseits, eine Ablehnung vor allem der proletarischen Züge der NSDAP andererseits, ließ Sachs politisch heimatlos werden. Kurz nach Kriegsende verstarb Sachs dann in Crailsheim.